# Mihailo Radovanović
Mihailo Radovanović (serbisch-kyrillisch Михаило Радовановић, * 18. Dezember 1992 in Čačak) ist ein serbischer Handballspieler.
Der 1,92 m große und 85 kg schwere Handballtorwart spielt für den kroatischen Erstligisten RK Našice und lief für die serbische Männer-Handballnationalmannschaft auf.

## Karriere
Mihailo Radovanović begann mit dem Handballspiel in seiner Heimatstadt bei Mladost Čačak, mit dem er im EHF Challenge Cup 2008/09 die dritte Runde erreichte. 2009 ging er zum serbischen Rekordmeister RK Partizan Belgrad, mit dem er 2011 und 2012 serbischer Meister sowie 2012 und 2013 Pokalsieger wurde. International erreichte er das Halbfinale im Challenge Cup 2010/11 sowie die Gruppenphase in der EHF Champions League 2012/13 und 2013/14. Zur Saison 2014/15 wechselte er zum Bundesliga-Aufsteiger SG BBM Bietigheim. Eine Saison später trat er mit der SG BBM den Gang in die Zweitklassigkeit an. Im Dezember 2015 verließ er Bietigheim. Im Januar 2016 schloss er sich dem schwedischen Verein HK Drott an. Im Sommer desselben Jahres schloss sich Radovanović dem Schweizer Verein HSC Suhr Aarau an. Im Dezember 2017 wechselte er nach Israel. Nachdem Radovanović dort für HC Ramat HaSharon aufgelaufen war, schloss er sich im Sommer 2018 dem kroatischen Verein RK Našice an.
Mit den serbischen Jugend- und Juniorenauswahlmannschaften nahm Radovanović an der U-18-Europameisterschaft 2010, der U-19-Weltmeisterschaft 2011, der U-20-Europameisterschaft 2012 und der U-21-Weltmeisterschaft 2013 teil. Für die serbische A-Nationalmannschaft bestritt er bisher zwölf Länderspiele. Er stand im erweiterten Aufgebot für die Europameisterschaft 2014, wurde aber nicht für das Turnier berücksichtigt.